# NGC 3711
NGC 3711 este o intermediate spiral galaxy⁠(d) situată în constelația Cupa. A fost descoperită în 1886 de către Francis Leavenworth.